# Chilligan River
Der Chilligan River ist ein 42 Kilometer langer Fluss im Südwesten des US-Bundesstaats Alaska.

## Flusslauf
Der Chilligan River wird von einem namenlosen Gletscher im äußersten Südwesten der Alaskakette auf einer Höhe von etwa 850 m gespeist. Er fließt in überwiegend südöstlicher Richtung durch das Gebirge und mündet schließlich in eine schmale Seitenbucht am Nordufer des Chakachamna Lake.

## Einzugsgebiet
Der Chilligan River entwässert ein Areal von etwa 596 km². Das Einzugsgebiet grenzt im Südwesten an das des Igitna River, im Westen an das des Stony River, im Nordwesten und im Norden an das des South Fork Kuskokwim River, im Nordosten an das des Skwentna River sowie im Osten an das des Nagishlamina  River und an das eines weiteren namenlosen Zuflusses des Chakachamna Lake.

## Namensgebung
Der Flussname geht auf den Indianerhäuptling Chilligan von Tyonek zurück, der um das Jahr 1896 eine Hütte an diesem Fluss errichtete.